# 2418 Восковец-Веріх
2418 Восковец-Веріх (2418 Voskovec-Werich) — астероїд головного поясу, відкритий 26 жовтня 1971 року чехословацьким астрономом Любошем Когоутеком. Названий на честь комедійного дуету Їржі Восковця (Jiří Voskovec) та Яна Веріха.
Тіссеранів параметр щодо Юпітера — 3,195.